# COPE
COPE (англ. Coatomer protein complex subunit epsilon) – білок, який кодується однойменним геном, розташованим у людей на короткому плечі 19-ї хромосоми. Довжина поліпептидного ланцюга білка становить 308 амінокислот, а молекулярна маса — 34 482.
| 10         |  | 20         |  | 30         |  | 40         |  | 50         |
| ---------- |  | ---------- |  | ---------- |  | ---------- |  | ---------- |
| MAPPAPGPAS |  | GGSGEVDELF |  | DVKNAFYIGS |  | YQQCINEAQR |  | VKLSSPERDV |
| ERDVFLYRAY |  | LAQRKFGVVL |  | DEIKPSSAPE |  | LQAVRMFADY |  | LAHESRRDSI |
| VAELDREMSR |  | SVDVTNTTFL |  | LMAASIYLHD |  | QNPDAALRAL |  | HQGDSLECTA |
| MTVQILLKLD |  | RLDLARKELK |  | RMQDLDEDAT |  | LTQLATAWVS |  | LATGGEKLQD |
| AYYIFQEMAD |  | KCSPTLLLLN |  | GQAACHMAQG |  | RWEAAEGLLQ |  | EALDKDSGYP |
| ETLVNLIVLS |  | QHLGKPPEVT |  | NRYLSQLKDA |  | HRSHPFIKEY |  | QAKENDFDRL |
| VLQYAPSA   |  |            |  |            |  |            |  |            |

A: Аланін

C: Цистеїн

D: Аспарагінова кислота

E: Глутамінова кислота

F: Фенілаланін

G: Гліцин

H: Гістидин

I: Ізолейцин

K: Лізин

L: Лейцин

M: Метіонін

N: Аспарагін

P: Пролін

Q: Глутамін

R: Аргінін

S: Серин

T: Треонін

V: Валін

W: Триптофан

Кодований геном білок за функцією належить до фосфопротеїнів. Задіяний у таких біологічних процесах, як транспорт, транспорт білків, транспорт між ендоплазматичним ретикулумом і апаратом Ґольджі, альтернативний сплайсинг. Локалізований у цитоплазмі, мембрані, цитоплазматичних везикулах, апараті Ґольджі.